# هورسفیلین
هورسفیلین (به انگلیسی: Horsfiline) با فرمول شیمیایی C۱۳H۱۶N۲O۲ یک ترکیب شیمیایی با شناسه پاب‌کم ۱۱۰۴۲۶۱۷ است. که جرم مولی آن ۲۳۲٫۲۷۸ g/mol می‌باشد. 